# Dulmatin
Dulmatin, noto anche con gli pseudonimi di Joko Pitoyo, Amar Usmanan, Genius e Pitono (Giava, 6 giugno 1970 – Giacarta, 9 marzo 2010), è stato un terrorista e guerrigliero indonesiano.
Esperto di bombe ed esplosivi, fu tra i più importanti membri dell'organizzazione estremista Jemaah Islamiyah e considerato la mente dell'attentato di Bali del 2002. Fu a lungo uno dei terroristi più ricercati del sud-est asiatico, tanto che il dipartimento di Stato statunitense offrì una ricompensa di 10 milioni di dollari per la sua cattura.
Dopo essere stato inserito nella lista dei terroristi più ricercati, Dulmatin rimase in latitanza per un lungo periodo, alternando periodi di permanenza in Indonesia, Malaysia e Filippine. Venne ucciso la mattina del 9 marzo 2010 a Giacarta, nel corso di un'operazione antiterroristica delle forze di sicurezza indonesiane.

## Biografia
Nativo di Giava, si avvicinò ad ideologie islamiste sin da adolescente. Tra il 1990 e il 1991 si addestrò in Afghanistan per poi divenire tra i più fedeli collaboratori del terrorista malese Azahari Husin.  

### L'attentato di Bali
Il 12 ottobre 2002 coordinò due delle tre esplosioni nella zona turistica di Kuta, sull'isola di Bali. La sanguinosa strage causò la morte di 202 persone e ne ferì altre 209, in maggior parte turisti stranieri che affollavano il luogo per le vacanze. L'azione terroristica sarebbe stata ideata con l'aiuto dell'estremista malese Noordin Mohammad Top, poi ucciso dalle forze dell'ordine nel 2009. 
Secondo le autorità indonesiane, all'indomani dell'attentato Dulmatin si sarebbe rifugiato nelle Filippine assieme ad un complice, Umar Patek, anch'egli ricercato dal governo statunitense. Successivamente fu sospettato di aver assistito i miliziani di Abu Sayyaf, un gruppo islamista affiliato ad al-Qaida, e di aver supervisionato alcuni campi jihādisti nella regione di Mindanao. Durante questo periodo il terrorista seppe sfuggire a numerosi tentativi di cattura dell'esercito filippino.  

### La morte
Fu ucciso il 9 marzo 2010 in un internet point di Giacarta durante un'operazione di polizia del Detachment 88, l'unità antiterrorismo delle forze speciali indonesiane. La sua morte fu confermata il giorno seguente dal presidente indonesiano Susilo Bambang Yudhoyono, grazie ad un test del DNA.